# Tommerup Sogn
Tommerup Sogn er et sogn i Assens Provsti (Fyens Stift).
Brylle Sogn var anneks til Tommerup Sogn indtil 1877, hvor de begge blev selvstændige pastorater. Begge sogne hørte til Odense Herred i Odense Amt. Tommerup-Brylle sognekommune blev i 1900 delt, så hvert sogn dannede sin egen sognekommune. Ved kommunalreformen i 1970 blev både Tommerup og 
Brylle indlemmet i Tommerup Kommune, der ved strukturreformen i 2007 indgik i Assens Kommune.
I Tommerup Sogn ligger Tommerup Kirke. Broholm Kirke blev i 1907 indviet som filialkirke til Tommerup Kirke. Så blev Broholm et kirkedistrikt i Tommerup Sogn. I 1979 blev Broholm Kirkedistrikt udskilt som det selvstændige Broholm Sogn.
I sognet findes følgende autoriserede stednavne:
- Avlkær (bebyggelse)
- Edsbjerglund (bebyggelse)
- Femtning (bebyggelse)
- Grambo (bebyggelse)
- Holmehave (bebyggelse, ejerlav)
- Højeløkke (bebyggelse)
- Kivsmose (bebyggelse)
- Knarreborg (bebyggelse)
- Kohave (bebyggelse)
- Madeholm Huse (bebyggelse)
- Nabbemark (bebyggelse)
- Pindstofte (bebyggelse)
- Ravedam (bebyggelse)
- Skovstrup (bebyggelse, ejerlav)
- Stenbjerge (bebyggelse)
- Storskov (bebyggelse)
- Toftemark (bebyggelse)
- Tommerup (bebyggelse, ejerlav)
- Tommerup Made (bebyggelse)
- Tommerup Nørremark (bebyggelse)